# Jung Hye-sung
Jung Hye-sung (정혜성?, Jeong Hye-seongLR, Chŏng HyesŏngMR), pseudonimo di Jung Eun-joo (정은주?, Jeong Eun-juLR, Chŏng ŬnjuMR; 29 aprile 1991), è un'attrice sudcoreana.
Dopo alcuni ruoli secondari, è diventata nota per aver interpretato un'eccentrica segretaria nella sitcom Gamjabyeol 2013QR3 (2013) e una frizzante ragazza ricca in Gibun joh-eun nal (2014). Ha abbandonato l'immagine buffa e immatura per Oman-gwa pyeon-gyeon, dove ha dato volto a un'intelligente e perspicace detective. Nel 2017 si è aggiudicata un KBS Drama Award come miglior attrice di supporto per il lavoro fatto in Kim gwajang e Manhole - Isanghan nara-ui pil. Due anni dopo ha esordito sul grande schermo con il dramma sentimentale Mate.

## Filmografia

### Cinema
- Mate (메이트 ?), regia di Jung Dae-gun (2019)

### Televisione
- Chin-gu, urideur-ui jeonseol (친구, 우리들의 전설?) – serie TV (2009)
- Areumda-un geudae-ege (아름다운 그대에게?) – serie TV (2012)
- Teuksusageon jeondamban TEN (특수사건 전담반 TEN?) – serie TV (2013)
- Gamjabyeol 2013QR3 (감자별 2013QR3?) – serie TV (2013)
- Gibun joh-eun nal (기분 좋은 날?) – serie TV (2014)
- Eomma-ui seontaek (엄마의 선택?) – miniserie TV (2014)
- Oman-gwa pyeon-gyeon (오만과 편견?) – serie TV (2014)
- Blood (블러드?) – serie TV (2015)
- Ttak neo gat-eun ttal (딱 너 같은 딸?) – serial TV (2015)
- Oh My Venus (오 마이 비너스?) – serie TV (2015)
- Remember - Adeur-ui jeonjaeng (리멤버 - 아들의 전쟁?) – serie TV (2015-2016)
- Gyeolhon gye-yak (결혼계약?) – serie TV (2016)
- Gureumi geurin dalbit (구르미 그린 달빛?) – serie TV (2016)
- Kim gwajang (김과장?) – serie TV (2017)
- Manhole - Isanghan nara-ui pil (맨홀 - 이상한 나라의 필?) – serie TV (2017)
- Uimun-ui Il-seung (의문의 일승?) – serie TV (2017)
- Neo mi-wo! Juliet (너 미워! 줄리엣?) – webserie (2019)
- Ssamnida Cheollima Mart (쌉니다 천리마마트?) – serie TV (2019)
- Joseon gumasa (조선구마사?) – serie TV (2021)